# Loài thích nghi

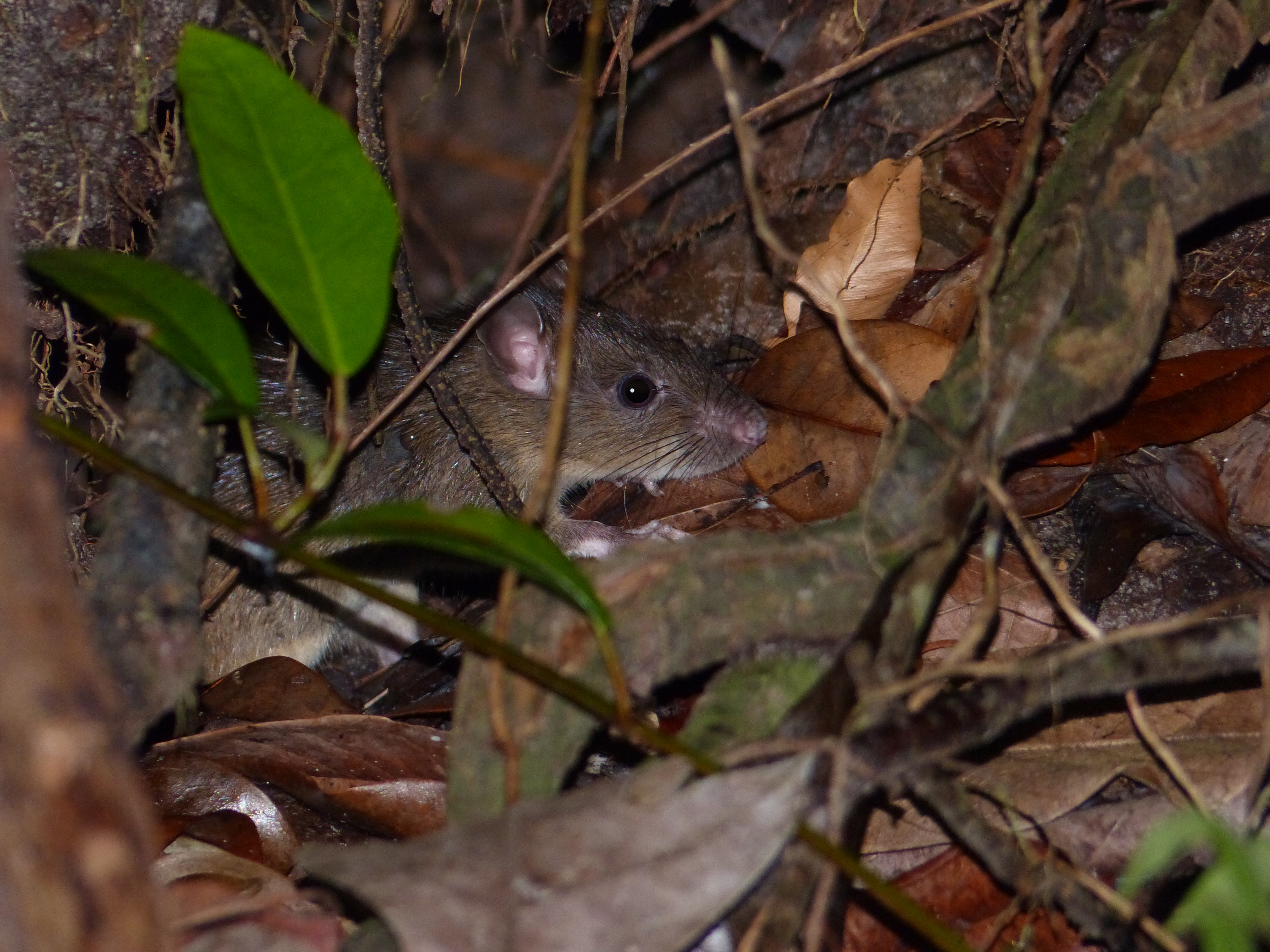
Chuột đen (Rattus rattus) là một điển hình về loài thích nghi.

Loài thích nghi hay loài nhập nội là thuật ngữ sinh thái học chỉ về một loài đã du nhập, lan truyền đến một địa phương mới và đã thích hợp sinh thái, sinh sôi để kết thành quần thể. Loài nhập nội này xuất hiện đã được sự giúp đỡ từ con người như là một loài được du nhập hoặc nó có thể không (do vô ý).

## Thuật ngữ
Thuật ngữ này bây giờ được sử dụng bởi một số nhà nghiên cứu trong một ý nghĩa hạn chế hơn so với vốn từ sử dụng ban đầu của nó. Khái niệm sớm nhất và phổ biến nhất trong số các nhà sinh học là của một loài đã đến một khu vực địa lý cụ thể từ một khu vực khác nhau (mà không cần lưu ý thêm). Đây là tiền thân của thuật ngữ những loài không phải là bản địa (loài phi bản địa), mặc dù nó không có cơ sở gợi ý thường xuyên của thuật ngữ du nhập.
Theo nghĩa này, loài ếch bò (Bubulcus ibis), đã đến Bắc Mỹ bằng việc mở rộng phạm vi sinh sống tự nhiên, còn loài chuột đen (Rattus rattus), được cho là đã đi lậu vé trên tàu để cư trú tại nhiều nơi trên thế giới và cây nho kudzu (Pueraria lobata), được du nhập một cách cố ý bởi con người, tất cả đều là những loài thích nghi và đã thiết lập các quần thể. Các loài thông thường bao gồm côn trùng ăn cỏ vì chúng dễ thích nghi và sinh sôi nhanh.
Khái niệm sau này còn hạn chế hơn là một loài đã đến một khu vực địa lý cụ thể từ một khu vực khác, nhưng dân số của nó không phải là tự duy trì. Số lượng quần thể chỉ tăng lên thông qua việc du nhập lại (tái du nhập). Sau một thời gian, một loài thích nghi có thể được bản địa hóa hoặc, một số quần thể không tự tồn tại, nhưng tồn tại bởi vì tiếp tục du nhập từ nơi khác. Một quần thể không bền vững như vậy, hoặc những cá nthể trong đó được cho là thích nghi.
Cây trồng là nguồn chính của các quần thể di truyền. Người ta ước tính rằng 10-20% các loài thích nghi được sử dụng trong các chương trình kiểm soát sinh học cuối cùng đã được nhập nội (naturalization). Tuy nhiên, khái niệm này đã bị bỏ sót khi áp dụng cho rất nhiều loài động vật không xương sống và vi sinh vật: rất ít loài được nuôi cấy, và do thời gian chúng được phát hiện trong tự nhiên, chúng thường có xu hướng được thiết lập thành các quần thể bản địa.